# Pilsen Trujillo
Trujillo es una marca de cerveza pilsen peruana de propiedad de Backus y Johnston. Esta cerveza se vende en botellas de vidrio de 310 ml, 355 ml, 500 ml, 620 ml, y en latas. Pilsen Trujillo es una marca originaria de la ciudad de Trujillo localizada en la costa norte peruana.

## Historia
Antes de la adquisición por parte de Backus en 1994, Pilsen Trujillo fue elaborada por la Sociedad Cervecera de Trujillo S.A., que también produjo la marca de cerveza La Norteña. La primera cerveza producida por la compañía fue nombrada Libertad en honor al nombre de la Región La Libertad, donde se encuentra Trujillo. El 19 de enero de 2013 en la ciudad de Trujillo 653 parejas bailaron marinera y lograron un Récord Guinness de marinera al constituirse el mayor número de parejas reunidas para realizar esta danza en una misma pista de baile. El evento fue impulsado por la marca Pilsen Trujillo.
La fábrica de cerveza en Trujillo inicia sus operaciones en 1918. Pilsen Trujillo fue lanzada al mercado en noviembre de 1920 en Trujillo con el nombre de “Cerveza Libertad”, por la sociedad Cervecera de Trujillo. En 1994, esta empresa se incorporó a la Corporación Backus mediante la compra de acciones de la compañía Nacional de Cerveza S.A.; y en 1995, Backus relanzó la marca Pilsen Trujillo  en la ciudad del mismo nombre. Para 2007 se decidió lanzar la Pilsen Trujillo, cerveza de marca regional registrada, al consumo nacional
Actualmente la cerveza Pilsen Trujillo se distribuye solo en la zona norte del país, siendo su mayor punto de venta la región la Libertad. Las presentaciones con las que se cuentan actualmente son 2, botella y lata. La primera de ella está divida en 3 medidas diferentes, botella de 1 litro, 620 ml y 330 ml. La segunda, presentación en lata de 355 ml, todas ellas con un contenido de alcohol de 4.6%.